# 図形の相似

相似な図形を同じ色で示してある

2つの図形 F と G が相似（そうじ、英: similar）であるとは、一方を適当に点スケール変換（拡大 (enlarging) または縮小 (shrinking)）して他方と合同になる（すなわち、有限回の平行移動、回転移動、対称移動により重なる）ことである。それらの「形」が等しいことであるとも言い換えられる。
記号では、欧米では F ∼ G と表すが、日本では「∼」でなく S を横に倒したような記号「∽」で表すことが多い。「∼」「∽」のいずれもゴットフリート・ライプニッツが発明したと言われる。
F を r倍-点スケール変換して G と合同になるとき、1 : r を F と G の相似比という。相似な図形の対応する線分（辺）の長さの比は一定であり、相似比に等しい。
直線図形（多角形など）においては、相似な図形の対応する角度の大きさは等しくなる。
図形の相似の概念は図形の合同（r = 1 の場合）の拡張であるが、それらを区別するため、図形の相似の定義から図形の合同を除く流儀もある。あまり本質的ではないので、本稿では r = 1 の場合も相似の定義に含めることとする。

## 例
相似な図形の例
直線, 正三角形, 直角二等辺三角形, 正方形, 正多角形, 円, 放物線, 双曲線, 正多面体, 球など
これらはそれぞれ、一方を適当な率で拡大または縮小し、適当に平行移動、回転、鏡映を施すと他方に重なる。このとき双方は形が同じであるが、大きさと向き（平面上では表裏）は異なる。
相似とはいえない図形の例
直角三角形, 二等辺三角形, ひし形, 長方形, 楕円, 双曲線, 角柱, 角錐, 円柱, 円錐など
適当な条件を加えると、それぞれ相似になる。
特に三角形においては、後述するように、相似となるための必要十分条件がよく知られている。

## 相似比

図は、 の長方形を相似拡大して の長方形になる様子を表している。その相似比は で、面積比は となっている。

相似な図形の対応する線分（辺）の長さの比は一定であり、これを相似比という。特に、相似比 1:1 の図形は合同である。
ある図形をr倍して別の図形と一致したら、それらの相似比は{\displaystyle 1:r}になる。
相似な図形の面積比は相似比の2乗、相似な立体の体積比は相似比の3乗になる。
例えば、相似な立体の相似比が 1 : 2 : 3 ならば、表面積の比は 1 : 4 : 9、体積比は 1 : 8 : 27 になる。

## 性質および条件
図形が相似であるとは、平たくいえば、「形」(shape) が同じで「大きさ」(scale) が同じとは限らないことといえる。いわば、実物のものを地図に描くことになぞらえることができる（実物をある率で点縮小することとなる）。このことからも推察されるように、
1. 対応する辺の長さの比は全て互いに等しい
2. 対応する角の大きさは等しい

となる。特に、三角形について、△ABC と △DEF が相似 (△ABC ∽ △DEF) ならば、次の2つが成り立つ。
1. AB/DE = BC/EF = CA/FD
2. ∠BAC = ∠EDF, ∠CBA = ∠FED, ∠ACB = ∠DFE

逆に、2つの多角形が相似であるための条件は、これら2つを満たすことである。どちらか一方だけを満たしても、相似とは一般にはいえない（反例：正方形とひし形、正方形と長方形など）。
ただし、三角形の場合に限っては、次に示すようにもっと条件を弱めることができる。

### 三角形の相似条件
△ABC と △DEF が相似であるためには、上記の条件 1. と 2. 全てを満たす必要はない。いくつかの条件を満たせば他方の三角形の形が決まってしまうからである。条件の弱め方は以下の3種類である。
二角相等 (AA)：2組の角がそれぞれ等しければ、2つの三角形は互いに相似である。
この条件を満たせば、残りの角の組も等しくなる。
三辺比相等 (SSS)：3組の辺の比が互いに等しければ、2つの三角形は互いに相似である。
二辺比夾角相等 (SAS)：2組の辺の比とその間の角がそれぞれ等しければ、2つの三角形は相似である。

## 距離空間における相似性
一般の距離空間におけるスケール変換（相似変換、similarity transformation）とは、任意の2点間の距離が一定のスカラー倍される変換のことである。すなわち、距離空間 (X, d) とある定数 r ≠ 0 に対して、
d(f(x), f(y)) = rd(x, y) (x, y ∈ X)
を満たす f : X → X を r倍スケール変換という。X の図形（集合）F と G が相似 (similar) であるとは、F のある f による像が G に等しいことと定義される。特に、回転も鏡映もせずに重なる場合の f を相似拡大 (homothetic transformation あるいは中心相似 (central similarity) という。相似変換は相似拡大と等距変換の組み合わせである。したがって（ユークリッドの運動群 E(n) はアフィン群の部分群であるから）一般のユークリッド空間において相似変換はアフィン変換である。
実二次元の平面としてガウス平面を見れば、二次元の相似変換は f(z) = az + b（順相似変換）または f(z) = az + b（反相似変換） の形に表され、任意のアフィン変換は
{\displaystyle f(z)=az+b{\bar {z}}+c}
の形に表される（ここで a, b および c は複素数である）

## 位相幾何学
位相幾何学において、集合に（距離函数を与える代わりに）相似性を与えることによって距離空間を構成することができる。ここでいう相似性 (similarity) あるいは類似度 (similitude) とは、2つの点が近接すればするほど値の大きくなる函数である（距離函数は反対で、点が近接するにつれて距離は小さくなる。この意味で距離は点の相違性 (dissimilarity) を測るものである）。 
相似性の定義には（どの性質に重きをおくかによって）さまざまな流儀があるが、基本的には、a, b を任意の点として
1. 正定値性: S (a, b) ≥ 0.
2. 自己類似度 (auto-similarity) の極大性: 
  - S (a, b) ≤ S (a, a),
  - S (a, b) = S (a, a) ⇔ a = b.

などを満たすものとして与えられる。ほかによく仮定される性質は、
- 反射性 (reflectivity): S (a, b) = S (b, a)
- 有限性 (finiteness): S (a, b) < ∞

などである。また（類似度の確率的な解釈の余地を得るために）上限の値を 1 にすることもよく行われる。

## 自己相似

### 自己相似性
パターンが自己相似性を持つとは、それが自分自身と非自明に相似であることである。たとえば数列 {..., 0.5, 0.75, 1, 1.5, 2, 3, 4, 6, 8, 12, ...} は対数スケールでプロットすると並進対称性を持つ。

### 自己相似集合

シェルピンスキーのギャスケットは自己相似次元 ln 3/ln 2 = log2 3 (≈ 1.58) を持つ空間である。

一般の距離空間 (X, d) において狭義の相似性 (exact similitude) とは距離空間 X からそれ自身への写像であって、任意の距離を特定の同じ（f の縮小因子 (contraction factor) と呼ばれる）スカラー r -倍するものをいう。任意の2点 x, y について
{\displaystyle d(f(x),f(y))=rd(x,y)}
が成り立つ。これより条件の弱い（広義の）相似性が、たとえば写像 f が双リプシッツ連続で、スカラー r が（2点を十分近づける）極限における縮小因子として
{\displaystyle \lim {\frac {d(f(x),f(y))}{d(x,y)}}=r}
を満たすといった条件で与えられる。この弱い形の相似性は、距離が位相幾何学的自己相似集合上の実効抵抗である場合などに用いられる。
距離空間 (X, d) の自己相似部分集合とは、X の部分集合 K であって、縮小因子 rs を持つ相似変換 fs の有限集合 {fs}s ∈S で
{\displaystyle \bigcup _{s\in S}f_{s}(K)=K}
となる X のコンパクト集合が K のみとなるようなものが存在するものをいう。このような自己相似集合は次元 D の自己相似測度 μD を持つ。ここで次元 D は
{\displaystyle \sum _{s\in S}(r_{s})^{D}=1}
で与えられるもので、これは（常にではないが）多くの場合その集合のハウスドルフ次元およびパッキング次元に等しい。（s を動かしたときの）fs(K) の重なりが「小さい」ならば、測度を
{\displaystyle \mu ^{D}(f_{s_{1}}\circ f_{s_{2}}\circ \cdots \circ f_{s_{n}}(K))=(r_{s_{1}}\cdot r_{s_{2}}\cdots r_{s_{n}})^{D}}
という簡単な形の式に表すことができる。